# Grafenbach-Sankt Valentin
Grafenbach-Sankt Valentin är en kommun  i Österrike. Den ligger i distriktet Neunkirchen i förbundslandet Niederösterreich, 70 kilometer söder om huvudstaden Wien. Kommunens administration finns i orten Grafenbach.
Kommunen består av fem orter (Ortschaften) (inom parentes invånarantal 1 januari 2024):
- Göttschach (176)
- Grafenbach (884)
- St. Valentin-Landschach (859)
- Ober-Danegg (149)
- Penk (269)